# Pachnobia filipjevi
Pachnobia filipjevi là một loài bướm đêm trong họ Noctuidae.